# Cofeină
Cofeina (anterior cafeină) este un alcaloid din grupa purinelor, care se se găsește în cafea, ceai, mate, guarana și cacao. Este unul dintre cei mai vechi stimulanți naturali folosiți de om.

## Istoric

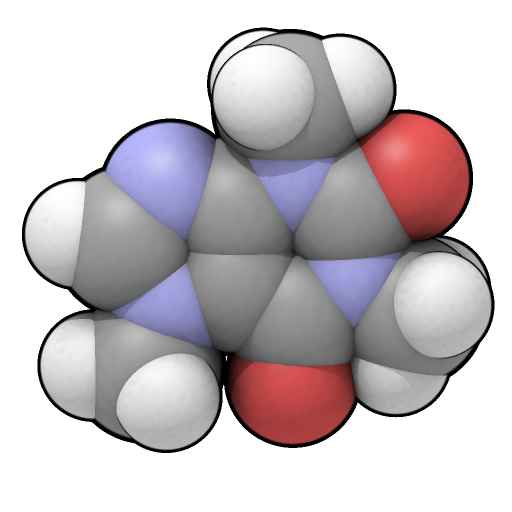
Model spațial al moleculei de cofeină

În 1820, la solicitarea lui Goethe, farmacistul german Friedlieb Ferdinand Rungef izolează cofeină pură din boabele de cafea. În 1821, independent de Runge, farmaciștii francezi  Pierre Joseph Pelletier, Joseph Bienaimé Caventou și Pierre Robiquet reușesc de asemenea să izoleze cofeina.

În anul 1832 Pfaff și Justus von Liebig descoperă formula chimică a cofeinei (C8H10N4O2) Formula structurală va fi descoperită în 1895 de Hermann Emil Fischer. Mecanismul de acțiune al cofeinei a fost studiat în secolul XX.

## Denumire și structură chimică
Numele de cofeină provine de la cafea, din care a fost izolată pentru prima oară substanța. După nomenclatura IUPAC, denumirea cofeinei este  1,3,7-Trimethyl-2,6-purindiona sau, pe scurt, 1,3,7-Trimethylxanthina. Cofeina face parte din grupul purinelor, ca și teofilina și teobromina. Structura cofeinei constă dintr-un inel dublu, care la exterior are o serie de substituenți, în centru fiind nucleul purinic.

## Proprietăți fizice
Cofeina pură se prezintă sub formă de cristale prismatice hexagonale incolore, inodore cu gust amar.
Raportul de solubilitate a cofeinei în:
- apă la temperatură normală: 21,74 g/l
- apă la temperatura de 80°C:  181,82 g/l
- etanol la temperatură normală:   15,15 g/l
- etanol la temperatura de 60°C:  45,45 g/l
- acetonă: 20,00 g/l
- cloroform: 181,82 g/l

Derivații xantinei, clasificați ca alcaloizi de natură vegetală (din care face parte și cofeina), sunt considerați baze slabe, deoarece atomii de azot pot accepta protoni. Cu toate acestea, derivații xantinei sub formă de soluție nu sunt alcalini.

## Utilizare
Cofeina este larg utilizată în alimentație, prin consumul de cafea.
- o ceașcă de cafea (150 ml) conține între 30 – 100 mg de cofeină.
- o ceașcă de cafea espresso (30 ml) conține cca. 40 mg de cofeină
- o ceașcă de cacao conține  6 mg de cofeină.
- ciocolata conține cofeină între  15 – 90 mg/100 g.
- o doză de energizant(250 ml) conține între 75 si 80 mg de cofeină
- o doză de Cola (330 ml)conține între 30 si 40 mg de cofeină.

## Efecte biologice
Cofeina acționează ca:
- stimulant al SNC
- creșterea pulsului și tensiunii arteriale
- dilatator bronhial
- diuretic
- stimulant al peristaltismului intestinal.

Efectul cofeinei depinde de o serie de factori cum ar fi: vârsta, obiceiul de a consuma, tutunul, viteza de eliminare a organismului etc. Procesul de eliminare a cofeinei poate fi mai rapid la unele persoane ce beau mai multă cafea față de cele care consumă ocazional.
Sensibilitatea individuală la cofeină are un rol important. Unele persoane excesiv consumatoare, care se opresc brusc din consumul cafelei, pot prezenta manifestări de dezintoxicare sub forma unor ușoare dureri de cap. Aceste simptome sunt limitate în timp și pot fi prevenite prin consumarea de cafea decofeinizată.